# 豚毛
豚毛（ぶたげ）は、豚の毛のことをいい、動物繊維の一種である。
中国では桐油・生漆とともに伝統的主要輸出品であり、国際市場で重要な地位にある。四川省・雲南省・貴州省などの西南各省の買い付け量は極めて大きく、全国の4分の1を占める。特に四川省は豚の頭数が多いために豚毛の産出も多く、全国首位となっている。
西南地区で産する豚毛は脂肪分が多く、張力も弾性も強いため、工業用ブラシの優良な原料である。対して華東地区の豚毛は細く柔らかで、筆を作るのに適している。
豚毛は必ず枝毛になっていることが特徴の毛で油絵の基本的な筆は全て豚毛が用いられており、他の毛に比べて弾力性が高くその割に枝毛により絵具の含みが良い事に特徴がある
工業用ブラシの場合毛先が切断される製法の関係上枝毛は用いられない。